# Argiope coquereli
Argiope coquereli es una especie de araña araneomorfa género Argiope, familia Araneidae. Fue descrita científicamente por Vinson en 1863.
Habita en Tanzania (Zanzíbar) y Madagascar.